# Charles Emmanuel de Crussol
Charles-Emmanuel de Crussol, 8. Herzog von Uzès (* 11. Januar 1707 in Paris; † 3. Februar 1762) aus dem Haus Crussol war ein französischer Aristokrat und Soldat.

## Leben
Charles Emmanuel de Crussol ist der älteste Sohn von Jean Charles de Crussol, 7. Herzog von Uzès (1675–1739), und seiner zweiten Frau Anne Marie Marguerite de Bullion de Fervaques (1684–1760).
1720 wurde er nach dem Verzicht seines Vaters der 8. Duc d’Uzès und Pair de France, nannte sich aber seitdem Duc de Crussol. Am 25. Januar 1720 wurde er zum Mestre de camp des Régiment de Medoc ernannt. Er wurde Gouverneur und Lieutenant-général von Saintonge und Angoumois, Gouverneur von Saintes und Angoulême en survivance, wozu er am  29. September 1720 den Eid ablegte. Im gleichen Jahr nahm er als Abgeordneter des Adels an den États de Languedoc teil.
Am 29. Juni 1734 wurde er in der Schlacht bei Parma durch zwei Schüsse verwundet, von denen einer sein rechtes Auge zerstörte und der andere seine linke Schulter zerschmetterte. Am 1. August 1734 wurde er zum Brigadier befördert. Am 10. März 1739 quittierte er aufgrund seiner Gebrechen den Dienst.
Im Parlement de Paris wurde er am 18. Januar 1740 – nach dem Tod seines Vaters – als Duc d’Uzès und Pair de France vereidigt. Er gab den Titel 1755 an seinen Sohn François Emmanuel de Crussol weiter.
Charles Emmanuel de Crussol war ein Büchersammler und führte einen Briefwechsel mit Voltaire.

## Ehe und Familie
Per Ehevertrag vom 3. Januar 1725 heiratete er Émilie de La Rochefoucauld (* 9. November 1700; † 25. Oktober 1753 auf Schloss Bonnelles), die Tochter von François VIII. de La Rochefoucauld, 4. Herzog von La Rochefoucauld, Pair de France (La Rochefoucauld (Adelsgeschlecht)), und Charlotte Le Tellier, der Tochter des Ministers François Michel Le Tellier de Louvois. Gemeinsam hatten sie drei Kinder:
- François Emmanuel (* 1. Januar 1728; † 22. März 1802), 1755 9. Duc d’Uzès, Pair de France etc.; ⚭ 8. Januar 1753 Madeleine Julie Victoire de Pardaillan de Gondrin (* 20. März 1731; † 13. September 1799), Tochter von Louis II. de Pardaillan de Gondrin, 2. Duc d’Antin, Pair de France (Haus Pardaillan), und Françoise-Gillonne de Montmorency
- Charles Emmanuel (* 29. Dezember 1730; † 16. Mai 1743 in Paris), September 1732 Kanoniker in Straßburg
- Émilie (* 16. Oktober 1732; † August 1791 in Nizza), ⚭ 23. Mai 1758[6] Louis Marie Bretagne de Rohan-Chabot, Duc de Rohan, Duc de Roquelaure et de Lude, Pair de France, Prince de Léon († 28. November 1791) (Haus Rohan)

Am 8. Juni 1759 heiratete er in zweiter Ehe Marie Gabrielle Marguerite de Gueydon, Tochter von Henri de Gueydon und Gabrielle de Larnac. Aus dieser Ehe wurde 1760 ein Sohn geboren, über den nichts weiter bekannt ist. Charles Emmanuel de Crussol starb am 3. Februar 1762 in Paris. Marie Gabrielle de Gueydon heiratete in zweiter Ehe am 16. August 1768 in Lyon Claude Paul de Digoine, Comte de Digoine (1732–1802).